# 森竹邦彦
森竹 邦彦（もりたけ くにひこ、1877年9月9日 - 没年不詳）は、日本の実業家。森竹商店経営者、京新聯合会（現・銀座通連合会）初代会長。銀座繁栄の立役者で、銀座通連合会共通商品券の発行等を進めた。

## 人物・経歴
1877年9月9日、機械金物商と熱海にて植林事業を営み公共の為尽くした森竹五郎の長男として生まれる。
慶應義塾、立教大学で学ぶ。その後、横浜にて機械商の見習いを務める。
1898年、英国マンチェスター工業学校(Manchester Technical School、現・マンチェスター大学）で学び、帰国後、家業に従事し、森竹商店の経営者を務める。
森竹商店は、小売りもしていたが、東京市営の水道敷設工事に使用する材料一般を請け負い、水道局へ納入していた。当時は水道工事の材料屋はなく、店は小さかったが、桁けたはずれの儲けをあげ、数年たらずで、森竹は銀座でも有数の資産家、地所持ちになったとされる。
日本の商店会の横綱と言える「京新聯合会（現・銀座通連合会）」初代会長を務め、銀座の為尽力し、現在の銀座繁栄の基盤を造った。
森竹商店は、尾張町2丁目（現・銀座6丁目）、当時の天賞堂の北隣、現在のGINZA SIXの一角にあり、店の2階を使って連合会の寄り合いが持たれていた。また、京新聯合会は京橋の「京」と新橋の「新」を合わせて名付けられたものであった。
森竹は、銀座の繁栄策として電車通りの街燈や装飾などを含む銀座通りの改良を構想するが、通りの改良費用を捻出するため、銀座通共通商品券の発行を進めた。これは純益の2割を改良費に当てるというものであった。
森竹商店は1923年の関東大震災後に、裏の河岸へ引っ越し、尾張町2丁目（現・銀座6丁目）の土地は森永の菓子店に貸し、森永キャンデーストアとなった。
趣味として琵琶を愛好した。